# ロベール3世 (ヴォルムスガウ伯)
ヴォルムスガウ伯ロベール3世（フランス語：Robert III, comte en Wormsgau, 781年 - 834年2月19日?）は、ロベール家出身のフランク貴族。ヴォルムスガウ伯ロベール2世の息子で、ヴォルムスガウ伯および上ラインガウ伯。

## 生涯
ロベール3世はオルレアン伯アドリアンの娘ワルトラーダと結婚した。ワルトラーダはカール大帝の妃ヒルデガルドの姪、オルレアン伯ウードの姉妹であり、西フランク王シャルル2世の妃エルマントルドの叔母であった。ワルトラーダとの間に、以下の子女をもうけた。
- グントラム（815年 - 837年） - ヴォルムスガウ伯
- ロベール豪胆公（830年頃 - 866年） - ヴォルムスガウ伯、アンジュー伯、カペー家の祖
- ウード（871年没） - トロワ伯
- アダレルム（892年没） - ラン伯
- オーダ - ヴォルムスガウ伯ヴェルナー4世（ザーリアー朝の祖）と結婚

ロベール3世は834年に死去した。息子ロベール豪胆公は836年に伯位を継承した。